# قدرت‌الله علیخانی
قدرت الله علیخانی (زادهٔ ۱۳۲۶) روحانی،‌ سیاستمدار اصلاح‌طلب و نماینده سابق مجلس شورای اسلامی اهل ایران است.
وی توانست در برخی از دوره‌های انتخابات مجلس شورای اسلامی و خبرگان رهبری برخی کاندیدهای مورد حمایت خویش را در حوزه‌های انتخابیه استان قزوین، وارد این مجالس نماید.
وی که از جمله افراد نزدیک به آیت‌الله خمینی بود، پس از انقلاب مسئولیت‌های اجرایی متعددی در قزوین چون فرمانده کمیته انقلاب اسلامی و رئیس بازرسی کل نیروهای انتظامی بوده است.

## سوابق مبارزاتی پیش از انقلاب
قدرت‌الله علیخانی، پیش از انقلاب، به همراه آیت‌الله مشکینی، از اعضای گروه ضربت بود.
از جمله اقدام‌های او می‌توان به تشکیل تجمعات ایرانیان مقیم لندن و سخنرانی علیه محمدرضا شاه پهلوی در هاید پارک لندن اشاره کرد.
وِی رئیس گروه ضربت بود و در زندان‌های کمیته مشترک، قصر و اوین زندانی و شکنجه شد. او در این دوران با افرادی چون آیت‌الله طالقانی، منتظری، هاشمی رفسنجانی، مهدی کروبی، محمدرضا مهدوی کنی، انواری، عسگر اولادی، بادامچیان و عزت شاهی، هم‌بند بود.

## سوابق کاری
از مهم ترین سوابق قدرت‌الله علیخانی از جمله افراد نزدیک به آیت‌الله خمینی و سید احمد خمینی  می توان به:
- مأمور رسیدگی به مناطق محروم قزوین با حکم آیت الله خمینی
- فرماندهی کمیته‌های انقلاب اسلامی زنجان و قزوین
- رئیس بازرسی کل نیروی انتظامی کشور
- نماینده ۳ دوره مجلس شورای اسلامی
- عضو هیئت منصفه دادگاه ویژه روحانیت
- رئیس شورای نظارت بر سازمان صدا و سیما
- مشاور امور مجلس اکبر هاشمی رفسنجانی در مجمع تشخیص مصلحت نظام

مشهورترین نطق قدرت‌الله علیخانی در مجلس شورای اسلامی، بعد از انتخابات ریاست جمهوری ۸۸ در حمایت از میرحسین موسوی (جمله ای بود که به نقل از آیت‌الله خمینی که گفت: آقای موسوی کسانی که در مقابل شما ایستاده‌اند توانایی اداره یک‌ نانوایی را ندارند) که در شبکه‌های مجازی بازید میلیونی داشته‌ است.